# Khandbari
Khandbari (nep. खाँदबारी)  – miasto we wschodnim Nepalu; w prowincji numer 1, w dystrykcie Sankhuwasabha. Według danych szacunkowych na rok 2011 liczyło 26 658 mieszkańców .